# Tahure
Tahure est une ancienne commune française du département de la Marne. Détruite au cours de la Première Guerre mondiale, son territoire a été rattaché à la commune de Sommepy-Tahure en 1950.

## Géographie

### Localisation
Tahure se trouvait dans le nord-est du département de la Marne, entre Reims et Verdun, au carrefour des routes de Cernay-en-Dormois, Sommepy, Souain et Suippes.

## Toponymie
Le nom de la localité est attesté sous les formes Tahur (XIIe siècle), Villa que dicitur Tahure (1252) et Tahura (1303-1312).
Son origine pourrait être un ancien Tapuria (« villa »), après la transformation du p intervocalique en v (comme sapere a fait « savoir ») suivi de son amuïssement. Tapuria est un adjectif féminin tiré du nom d’homme latin Tapurius, attesté par ailleurs.[réf. nécessaire]

## Histoire

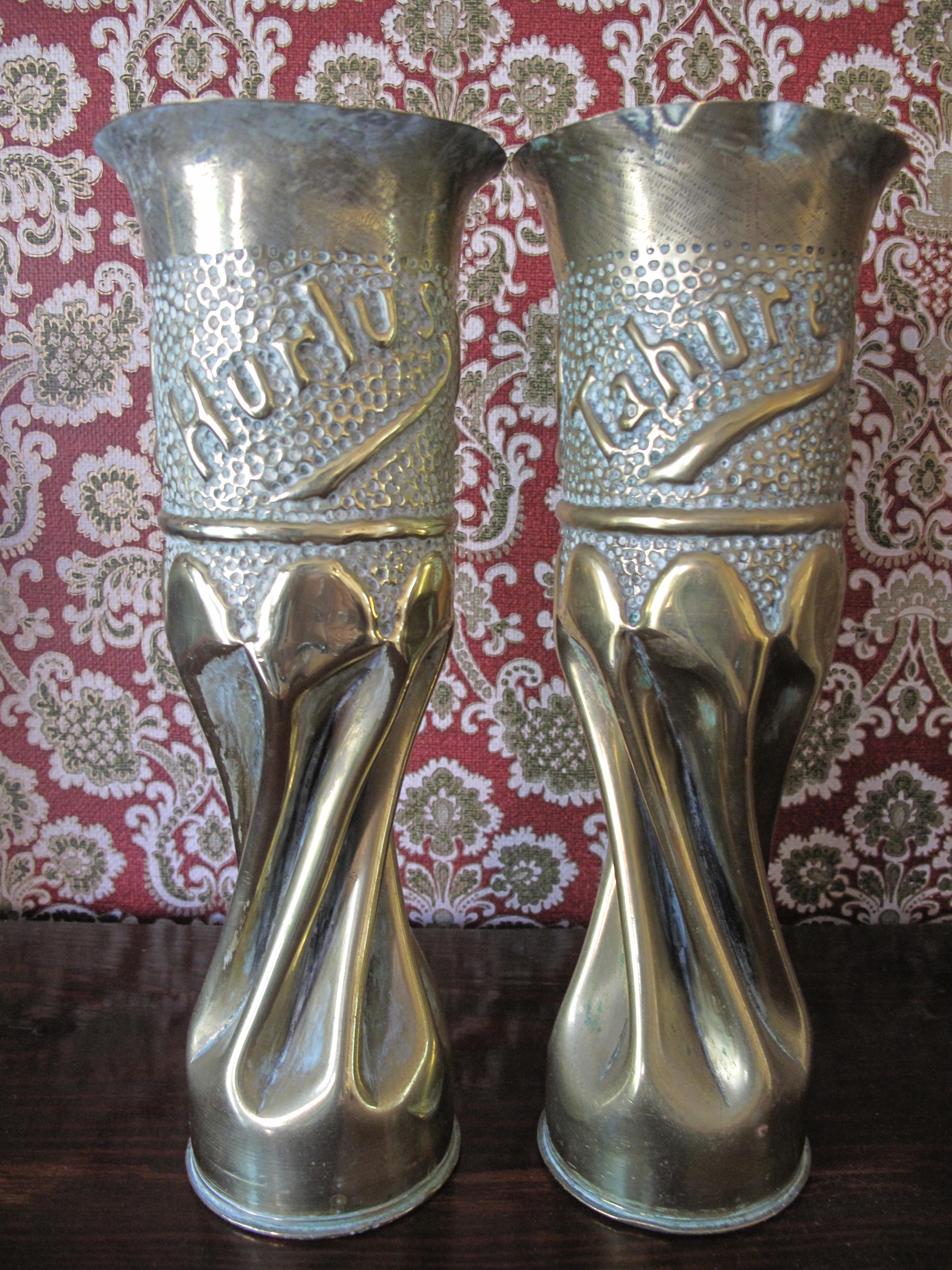
Douilles sculptées avec les noms des villages de Hurlus et Tahure.

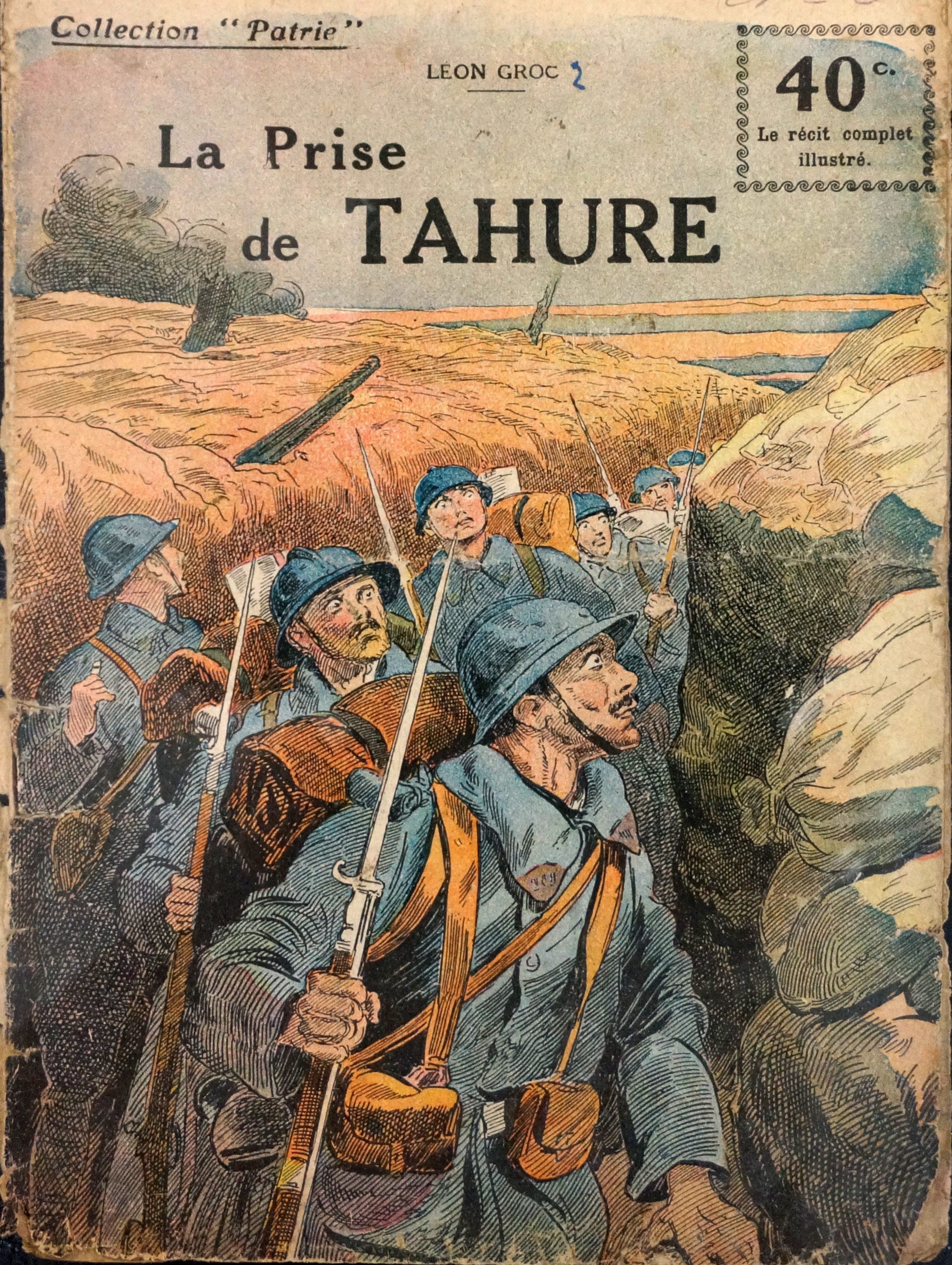
Le village représenté pendant la Grande Guerre.

Le village de Tahure, implanté près de la source de la Dormoise, s'étendait sur 2 200 hectares de terres labourables et 112 hectares de bois. Il comptait 185 habitants au recensement de 1911.
L'église que la municipalité venait d'équiper d'une nouvelle horloge au printemps 1914, perdit son clocher dès les combats de septembre 1914 et fut réduite en ruines à la suite de tirs incessants d'artillerie.
Les combats terribles qui se sont livrés dans ce secteur où les Allemands se sont retranchés solidement après la Première bataille de la Marne en septembre 1914, ont anéanti le village. Il ne s'est plus jamais relevé, victime de cette guerre.
Lors de la création du camp militaire de Suippes en 1950, la commune fut officiellement supprimée, et son territoire rattaché à la commune voisine de Sommepy, qui prit alors le nom de Sommepy-Tahure pour perpétuer la mémoire du village disparu.
Le souvenir de Tahure est conservé dans le poème Le poète de Guillaume Apollinaire :

(.../...)

Depuis dix jours au fond d'un couloir trop étroit

Dans les éboulements et la boue et le froid

Parmi la chair qui souffre et dans la pourriture

Anxieux nous gardons la route de Tahure

(.../...)
Tahure est également cité dans Guignol’s Band de Louis-Ferdinand Céline : 
(.../...)
Sous les déluges d’artifice.
Piaffants aux challenges ! et Tahure !
(.../...)

## Population
En 1685, le village comptait 200 « communiants », en 1711, il en comptait 150, en 1773 il en comptait 265, en 1807, il en comptait 239, en 1825, il en comptait 261, en 1850, il en comptait 296, en 1875, il en comptait 230, en 1900, il en comptait 182 et en 1914, il en comptait 185.

## Politique et administration

### Liste des maires
| Période | Période | Identité         | Étiquette | Qualité |
| ------- | ------- | ---------------- | --------- | ------- |
| 1807    | 1810    | F. Noizet        |           |         |
| 1819    | 1829    | Decorne          |           |         |
| 1834    | 1848    | Jacques Huraut   |           |         |
| 1849    | 1870    | Victor Noizet    |           |         |
| 1871    | 1879    | Eugène Décorné   |           |         |
| 1879    | 1882    | Gustave Péchenet |           |         |
| 1882    | 1896    | Isidore Gerbaux  |           |         |
| 1896    | 1908    | Eugène Décorne   |           |         |
| 1908    | 1927    | Auguste Gerbaux  |           |         |

## Démographie
| 1793 | 1800 | 1806 | 1821 | 1831 | 1836 | 1841 | 1846 | 1851 |
| ---- | ---- | ---- | ---- | ---- | ---- | ---- | ---- | ---- |
| 235  | 220  | 239  | 279  | 283  | 300  | 293  | 296  | 295  |

| 1856 | 1861 | 1866 | 1872 | 1876 | 1881 | 1886 | 1891 | 1896 |
| ---- | ---- | ---- | ---- | ---- | ---- | ---- | ---- | ---- |
| 235  | 244  | 240  | 230  | 218  | 204  | 208  | 199  | 182  |

| 1901 | 1906 | 1911 | 1921 | 1926 | 1931 | 1936 | 1946 | - |
| ---- | ---- | ---- | ---- | ---- | ---- | ---- | ---- | - |
| 183  | 200  | 185  | 0    | 0    | 0    | 0    | 0    | - |

## Noms de rues
Plusieurs voies de villes françaises portent le nom de Tahure :
- Rue de Tahure, à Sommepy-Tahure
- Rue de Tahure, à Reims
- Rue de Tahure, au Havre
- Avenue de Tahure, à Marseille

## Nom de bateau
- Tahure, un aviso en service entre 1920 et 1944.

## Décorations françaises
Croix de guerre 1914-1918 : 20 septembre 1920

## Jeux vidéo
La série du jeux vidéo Battlefield 1 s'est inspiré de la prise de Tahure en y créant une carte de ce village lors de la sortie de sa première extension "They shall not pass" avec l'armée française y affrontant les Allemands.